# 奧利弗·普林斯·史密斯
奧利弗·普林斯·史密斯（英語：Oliver Prince Smith，1893年10月26日—1977年12月25日）是參與過第二次世界大戰和朝鮮戰爭的美國海軍陸戰隊四星上將。他最著名的是在指揮美國第1海軍陸戰師在長津湖戰役的戰鬥中，他對他的部下說：“撤退個鬼！我們不是撤退，只不過是從不同的方向進攻。”（Retreat, hell! We're not retreating, we're just advancing in a different direction.）

## 生平
1893年10月26日生於德克薩斯默納德，1912-1916年就讀于加利福尼亞大學。1940年6月指揮第6團第1營。第二次世界大戰之前已經在多處學習和作教官教授軍事課程，有多年軍事歷練。

### 軍中教授
1941年5月到1942年3月防衛冰島，1942年4月-1944年1月回到華盛頓在海軍陸戰隊計畫與政策處任行政官員，1944年1月加入第1海軍陸戰師，3月1日為美軍海軍陸戰隊第5團團長，3月6日策劃維勞梅茲半島塔拉賽亞登陸，4月升為准將兼任代理師長，并再次策划帕勞群島戰役佩萊利烏島登陸，9月15日直接指揮首天的作戰。11月為西蒙·玻利瓦爾省·巴克納將軍的美國第十集團軍海軍陸戰隊代參謀長進行沖繩戰役。7月至匡提科海軍陸戰隊基地任校長，其言行談吐溫文，周圍的人一直被稱他教授。

### 長津湖戰役
1948年4月為海軍陸戰隊副司令和參謀長，1950年7月朝鮮戰爭，出謀划策的鎮定而被指派為海軍陸戰1師的師長，策划仁川登陸等事宜，9月15日指揮作戰登陸，9月25日攻佔漢城。10月26日進行元山登陸。奧利弗接到從長津湖向北推進的指令後，他針對艱難的地形更改作戰方案，可是情況不如如期理想。奧利弗確保補給線，在下碣隅里修建機場。奧利弗被中國人民志愿軍的8個師包圍，果斷命令部隊突圍撤退。因為他的果斷，撤退時損失士兵和物資都很少。最著名就是他撤退時，對部下說：“撤退個鬼！我們不是後退，只不過是從不同的方向進攻。”
1951年2月海軍陸戰一師為第10軍的組成部隊作出反攻。4月被派往彭德爾頓營海軍陸戰隊基地，1953年7月為中將並指揮大西洋艦隊陸戰隊，1955年9月1日退役，後晉升為上將。

## 傳記
史密斯的外孫女Gail Shisler於2009年出版他的傳記For Country and Corps: The Life of General Oliver P. Smith。Clifton La Bree於2001年出版他的傳記The Gentle Warrior: General Oliver Prince Smith, USMC。

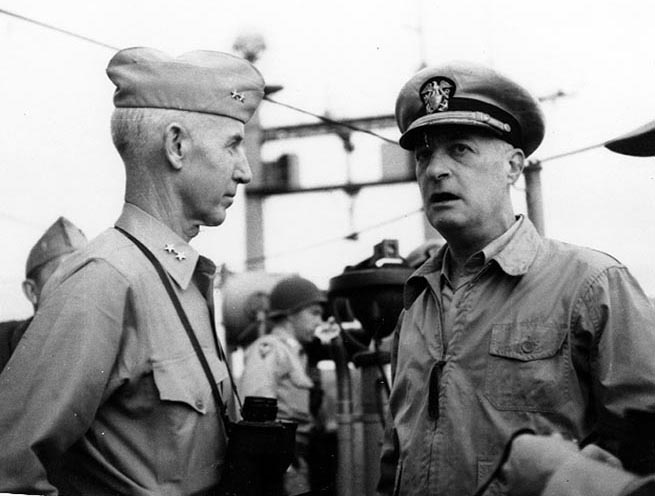
史密斯少將（左）

## 外部連結
- . Who's Who in Marine Corps History. History Division, United States Marines Corps.   [2007-12-01]. （原始内容存档于2011-05-16）.
- . Korean War Commemoration. U.S. Army.   [2006-12-16]. （原始内容存档于2007-02-08）.